# Baron Avebury

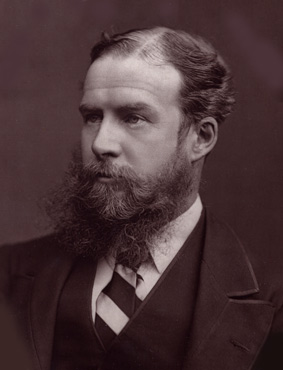
John Lubbock, 1. Baron Avebury

Baron Avebury, of Avebury in the County of Wilts, ist ein erblicher britischer Adelstitel in der Peerage of the United Kingdom.

## Verleihung und nachgeordnete Titel
Der Titel wurde am 22. Januar 1900 für den Bankier, Politiker und Archäologen Sir John Lubbock, 4. Baronet geschaffen. Dieser hatte sich einerseits um die Gesetzgebung betreffend das Bankwesen und andererseits um die Erforschung der Vor- und Frühgeschichte verdient gemacht. Er hatte bereits 1865 von seinem Vater den Titel 4. Baronet, of Lammas in the County of Norfolk, geerbt der am 9. April 1806 in der Baronetage of the United Kingdom an dessen Großonkel John Lubbock, der ein erfolgreicher Bankier in London war, verliehen worden war. Da der 1. Baronet kinderlos war, erfolgte die Verleihung der Baronetcy mit dem besonderen Zusatz, dass der Titel in Ermangelung männlicher Abkömmlinge auch an seinen Neffen und dessen männliche Abkömmlinge fallen könne, was dann auch geschah. Der jeweilige Baron Avebury führt die Baronetcy als nachgeordneten Titel.

## Liste der Lubbock Baronets und Barone Avebury

### Lubbock Baronets, of Lammas (1806)
- Sir John Lubbock, 1. Baronet (1744–1816)
- Sir John Lubbock, 2. Baronet (1773–1840)
- Sir John Lubbock, 3. Baronet (1803–1865)
- Sir John Lubbock, 4. Baronet (1834–1913) (1900 zum Baron Avebury erhoben)

### Barone Avebury (1900)
- John Lubbock, 1. Baron Avebury (1834–1913)
- John Lubbock, 2. Baron Avebury (1858–1929)
- John Lubbock, 3. Baron Avebury (1915–1971)
- Eric Lubbock, 4. Baron Avebury (1928–2016)
- Lyulph Lubbock, 5. Baron Avebury (* 1954)

Titelerbe (Heir Apparent) ist der einzige Sohn des jetzigen Barons, Hon. Alexander Lubbock (* 1981).